# Tekkan Yosano
Tekkan Yosano (与謝野 鉄幹, Yosano Tekkan, 26 de fevereiro de 1873 — 26 de março de 1935), pseudônimo de Yosano Hiroshi, foi um poeta japonês. Sua esposa foi a poetisa Akiko Yosano.